# Mikko Vastaranta
Mikko Vastaranta es un deportista finlandés que compitió en triatlón. Ganó una medalla de bronce en el Campeonato Europeo de Triatlón Campo a Través de 2008.

## Palmarés internacional
| Campeonato Europeo | Campeonato Europeo     | Campeonato Europeo | Campeonato Europeo |
| Año                | Lugar                  | Medalla            | Prueba             |
| ------------------ | ---------------------- | ------------------ | ------------------ |
| 2008               | Ameland (Países Bajos) | Medalla de bronce  | Individual         |